# Sint-Nicolaaskerk (Lutjebroek)
De Sint-Nicolaaskerk is een driebeukige pseudobasiliek in de Noord-Hollandse plaats Lutjebroek. De neogotische kerk is in 1876-1877 gebouwd naar ontwerp van Pierre Cuypers.

## Ontwerp en bouw
Van het neogotische interieur resteren nog de gebrandschilderde ramen in het apsis. Het gebouw werd tijdens de bouw al aangepast, daardoor komt de aanvankelijk door Cuypers geplande centraalbouw niet volledig tot zijn recht: het schip en het dwarsschip zijn langer geworden. In de hoeken van de kruising voegde Cuypers kapellen toe. Deze zijn rechthoekig, maar diagonaal geplaatst ten opzichte van de kerk, evenals de dakruiter.

## Exterieur
Aan de buitenzijde is goed te zien dat de kerk een pseudobasiliek is. De zijbeuken zijn lager dan het middenschip. Links voor het schip staat een sobere toren met spitsboognissen, waarvan de naaldspits achtkantig is, geplaatst tussen vier topgevels. In de toren is een mechanisch uurwerk van Eijsbouts geplaatst. Het uurwerk is elektrisch aangedreven en werd in 1917 geplaatst.

## Pieter Jong

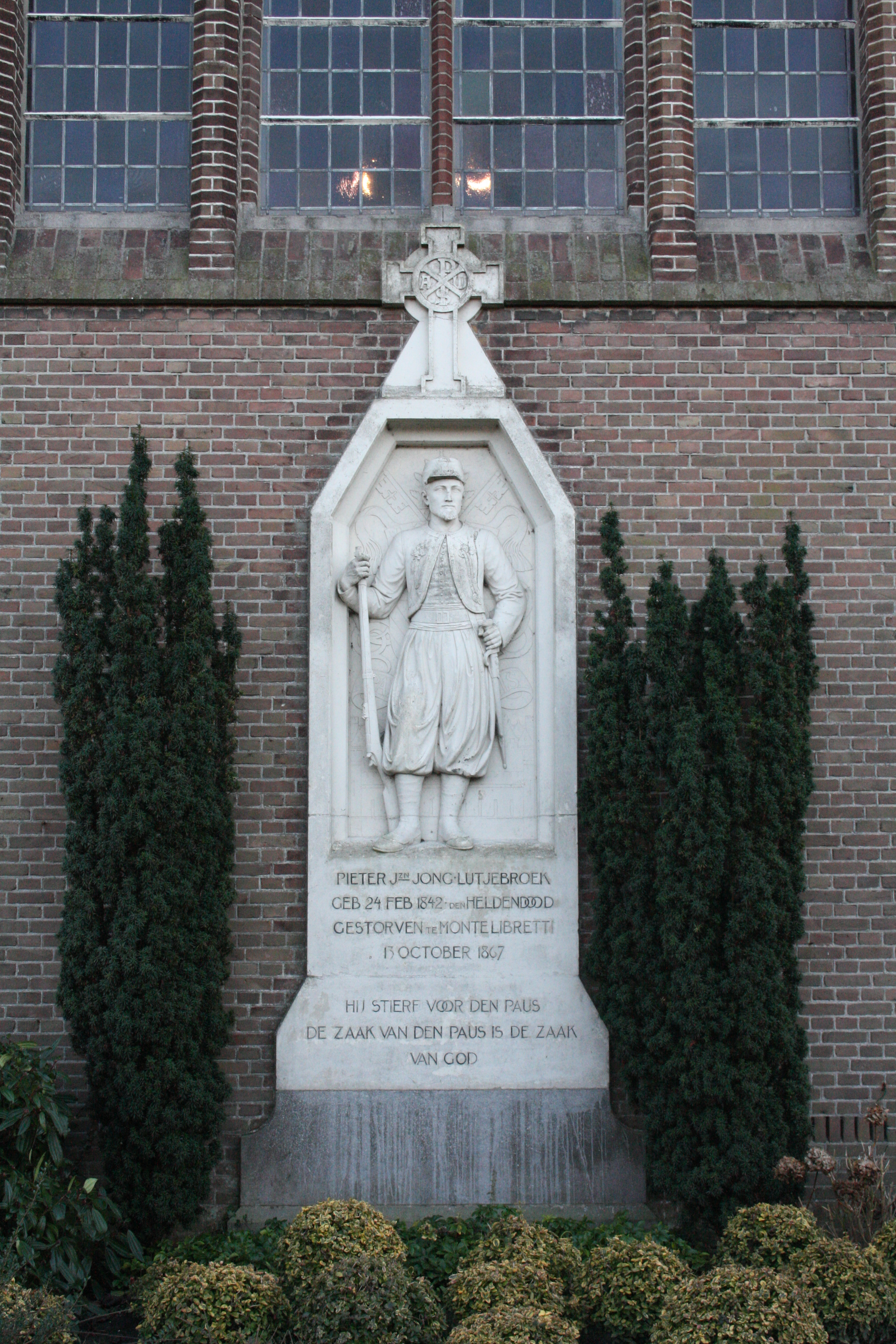
Het beeld voor Pieter Jzn Jong

In de zijgevel van het schip aan de straatzijde is een herinneringsmonument voor de Lutjebroekse  Pauselijk Zoeaaf Pieter Jong geplaatst. Het reliëf is in 1917 onthuld en werd in 1918 tegen de kerk aan geplaatst. Het monument, dat net als de kerk door Cuypers is ontworpen, toont de beeltenis van Jong in zoeavenuniform, met zijn legendarische geweer. Afgezien van het monument herinnert ook het adres van de kerk, P.J. Jongstraat 47, aan deze man. De inscriptie staat niet in de sokkel, maar maakt deel uit van het beeld. De tekst luidt:
PIETER Jzn JONG·LUTJEBROEK / GEB 24 FEB 1842·den HELDENDOOD / GESTORVEN te MONTELIBRETTI / 13 OCTOBER 1867 / HIJ STIERF VOOR DEN PAUS / DE ZAAK VAN DEN PAUS IS DE ZAAK / VAN GOD

## Interieur
De kruising is vormgegeven als een ster. In het midden van de kruising is een moderne kroonluchter geplaatst. In het midden zijn ook de Alfa en Omega aangebracht. In elke dwarsarm is een biechtstoel geplaatst in de stijl van de neogotiek. De twee biechtstoelen zijn aan elkaar gespiegeld.
Naast het hoofdaltaar zijn vier beelden aangebracht die afkomstig zijn uit het voormalige hoofdaltaar, dat in de jaren 1960 is gesloopt. Het gaat hierbij, van links naar rechts, om Johannes de evangelist, Jezus, Paulus en Petrus.
De ramen in de kerk zijn gebrandschilderd, bij een restauratie zijn verdwenen schilderingen weer teruggebracht en kapotte ruiten gelijmd. De vijf gebrandschilderde ramen in het apsis zijn gemaakt door het atelier Frans Nicolaas uit Roermond.

## Orgel
In 1878 werd een orgel gebouwd door Lodewijk Ypma. Over dit instrument is weinig bekend. In 1928 is het vervangen door een groot orgel van Bernard Pels & Zn. De windvoorziening, opgesteld in de toren, is wel opnieuw gebruikt. In 2010 is het instrument gerestaureerd.

## Gebruik
Anno 2021 wordt de kerk gebruikt voor de erediensten van de Parochie van de Heilige Nicolaas te Lutjebroek, die aangesloten is bij de Samenwerkende RK parochies Westfriesland Zuidoost.

## Foto's

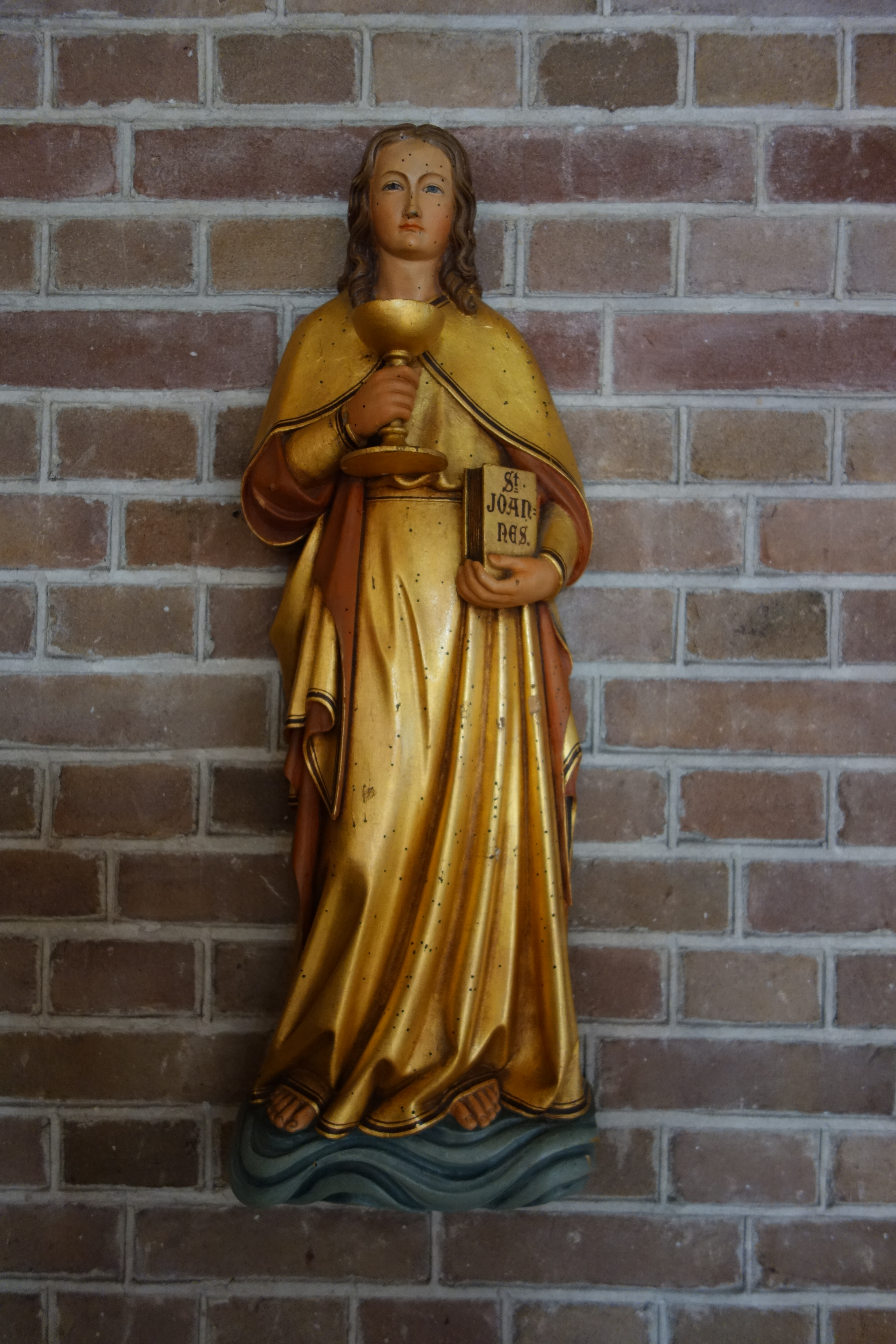
Evangelist Johannes
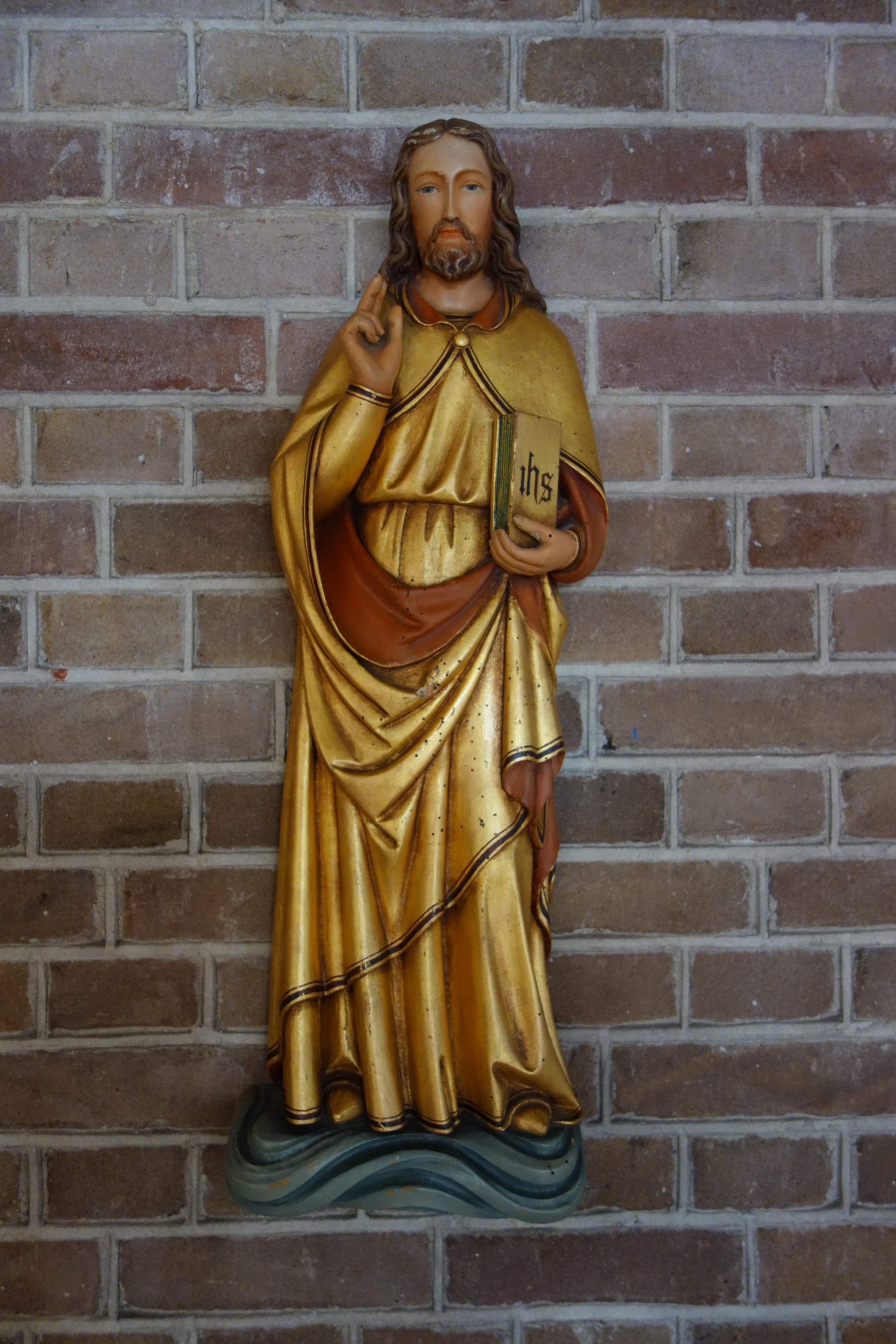
Jezus Christus
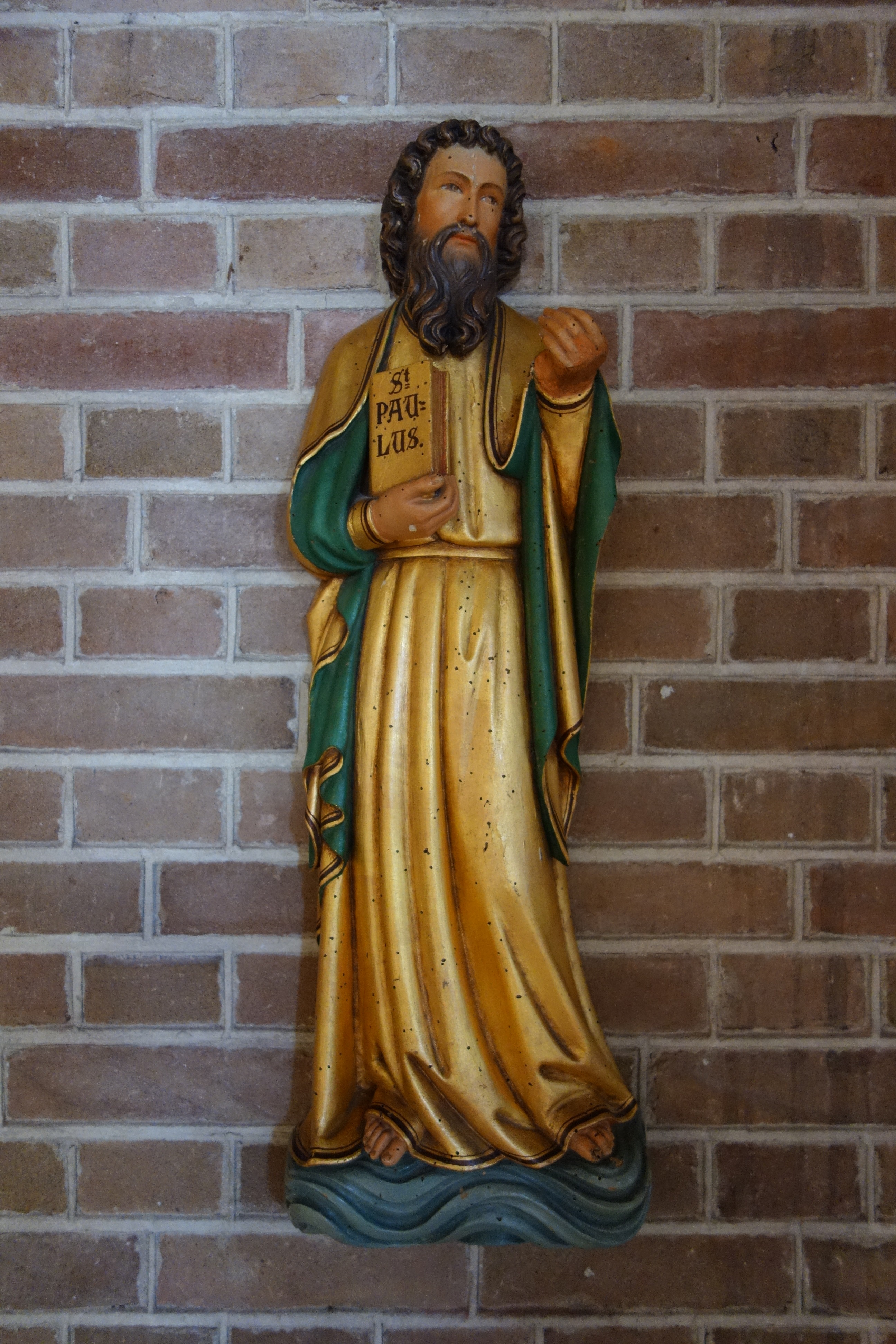
Paulus
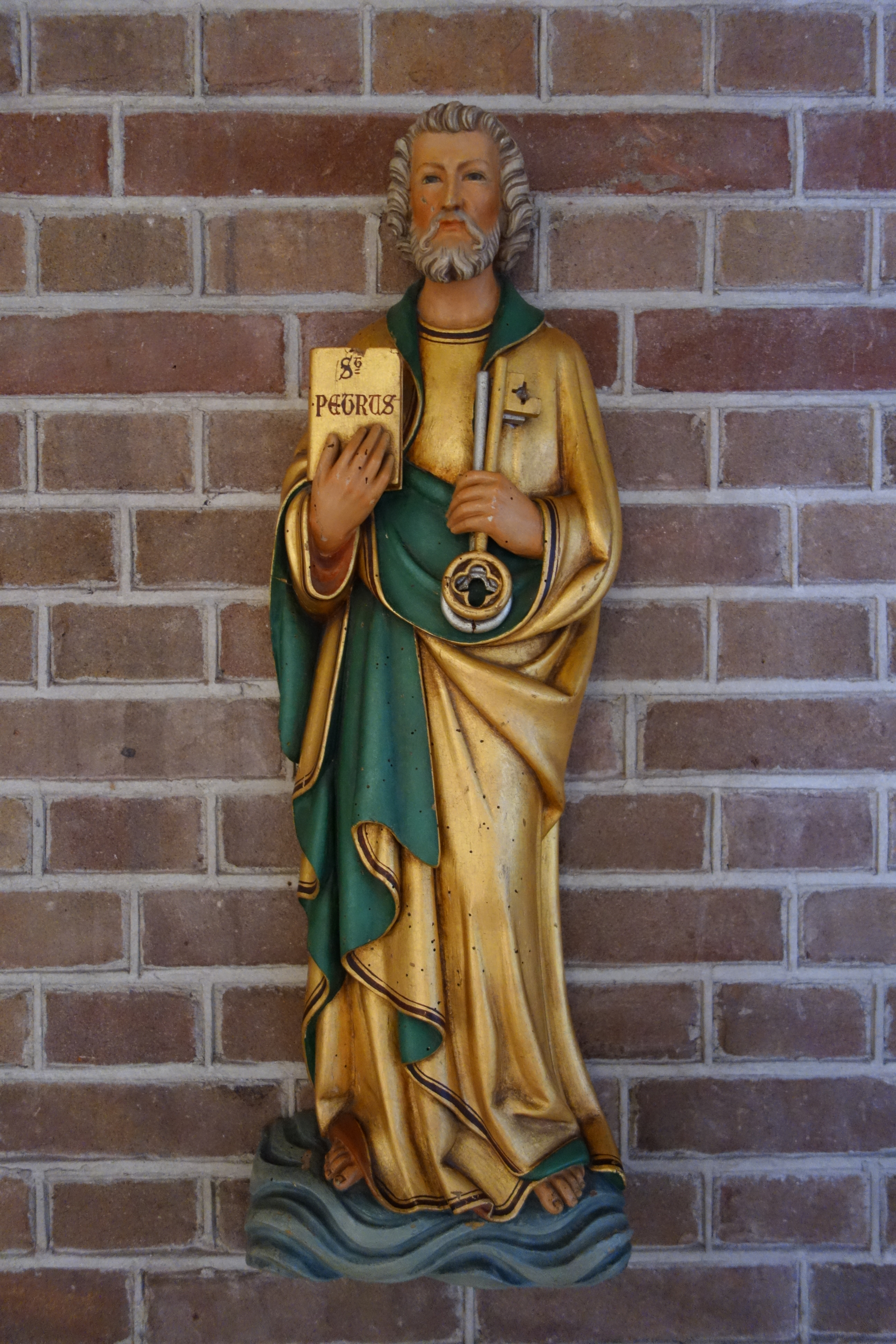
Petrus
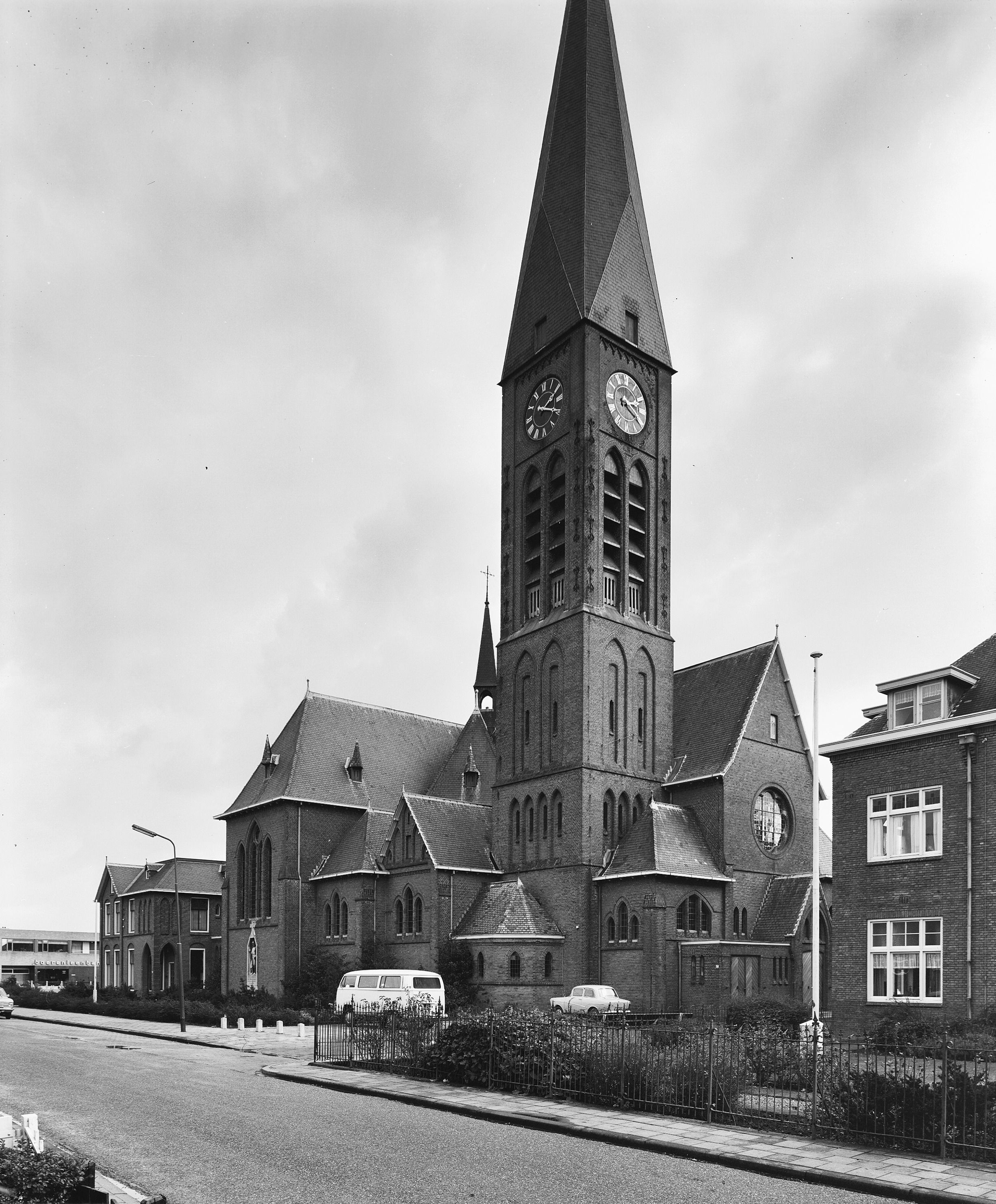
Buitenaanzicht van oktober 1969
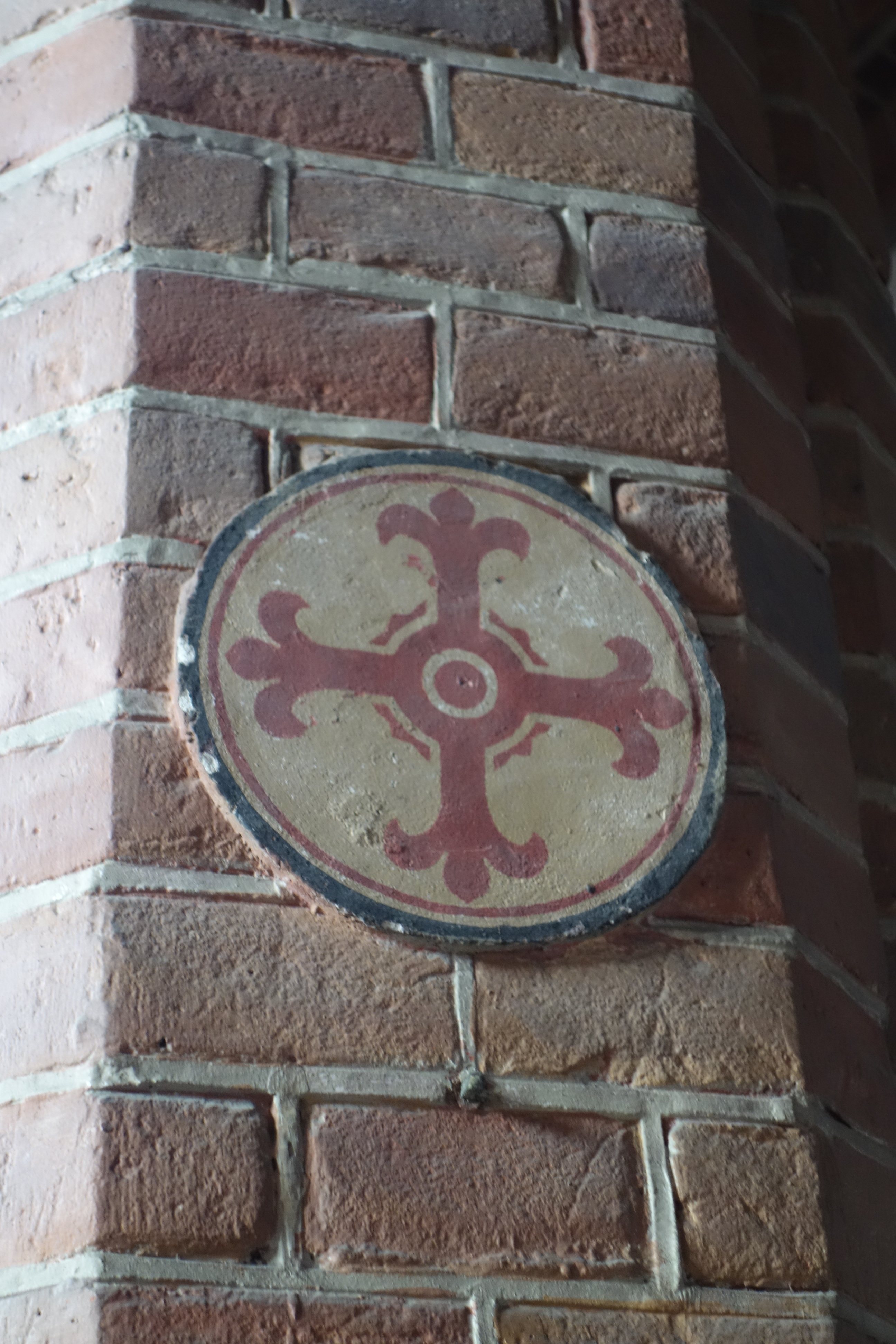
Wijdingskruis ontworpen door Cuypers
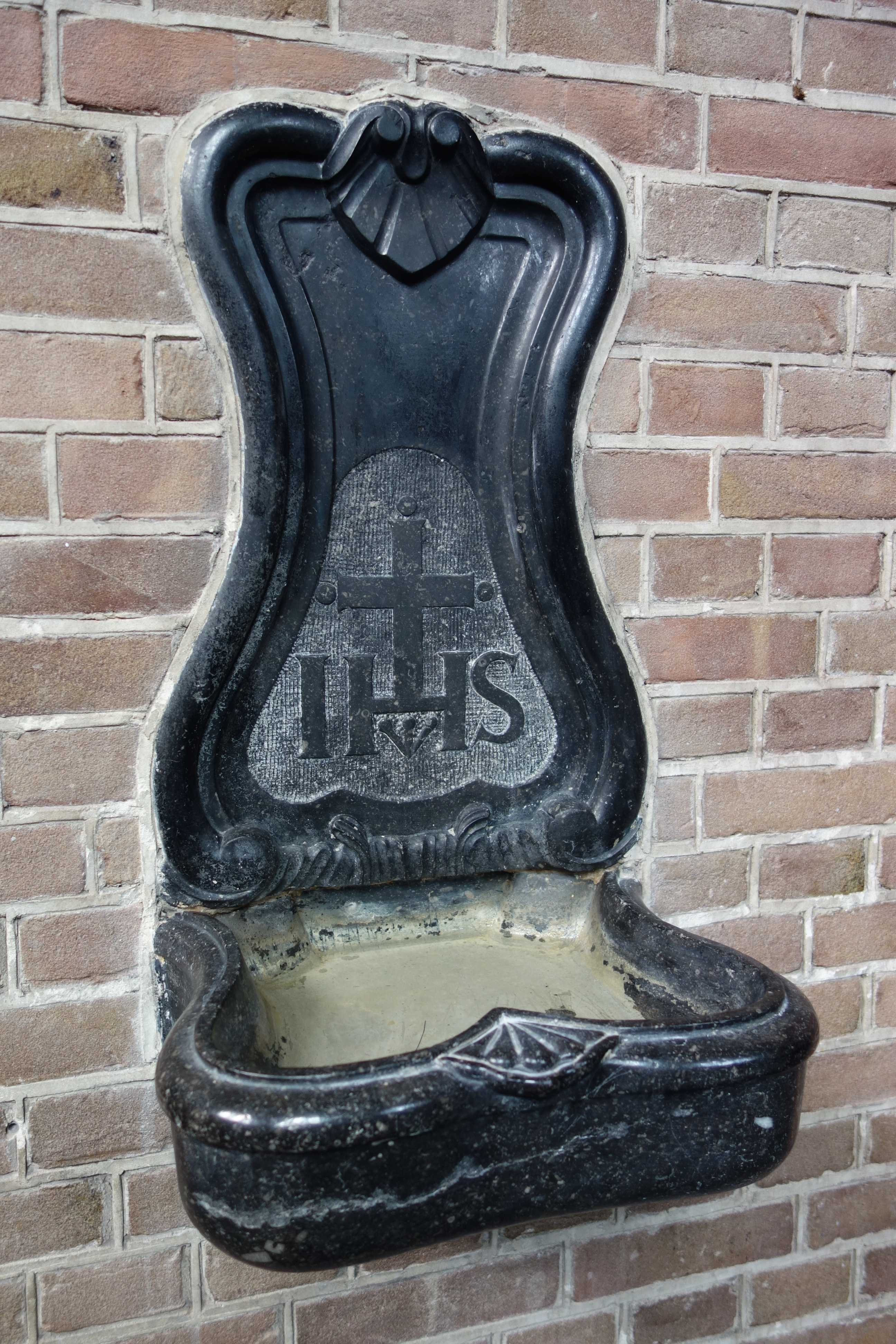
Een van de twee natuurstenen wijwatervaten
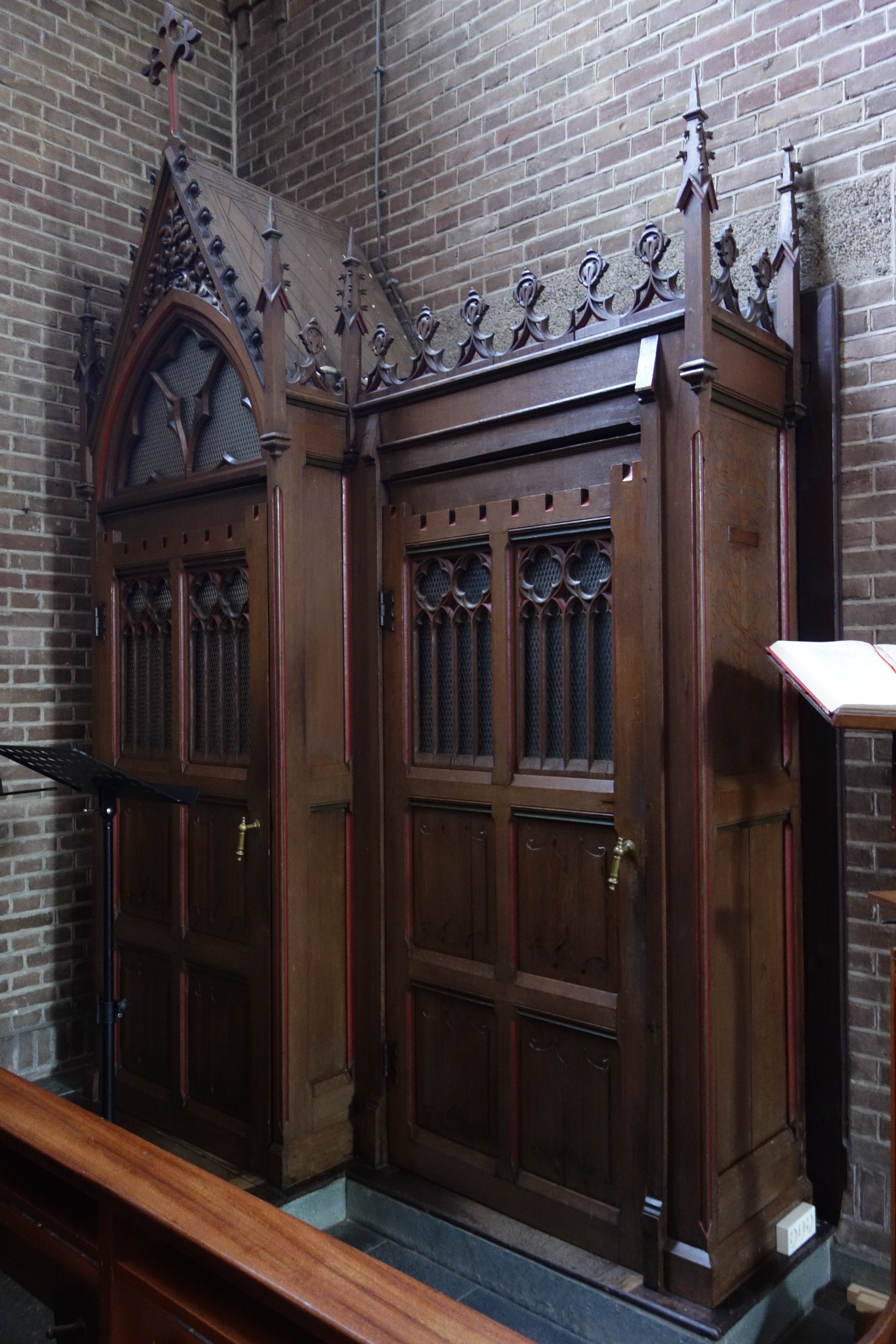
Een van de twee neogotische biechtstoellen